# Lista militarilor români căzuți în Afganistan
Până în martie 2010, în războiul din Afghanistan și-au pierdut viața 12 militari români și peste 35 au fost răniți în timpul operațiilor.
Până în 25 iunie 2010, în războiul din Afghanistan și-au pierdut viața 15 militari români și peste 53 au fost răniți în timpul operațiilor.
Până în 31 decembrie 2010, în războiul din Afghanistan și-au pierdut viața 17 militari români și peste 55 au fost răniți în timpul operațiilor. Mai târziu, alți soldați au fost răniți
Până în 30 martie 2014, în războiul din Afghanistan și-au pierdut viața 23 militari români.
| Nr. | Gradul                                          | Numele                        | Unitatea militară                                       | Localitatea de origine          | Vârsta | Data       | Locul                                  |
| 1.  | Sergent-major (sublocotenent post mortem)       | Iosif Silviu Fogorași         | Batalionul 151 Infanterie "Războieni"                   | Aleșd, Județul Bihor            | 32     | 11-11-2003 | Spin Boldak Provincia Kandahar         |
| 2.  | Sergent-major (sublocotenent post mortem)       | Mihail Anton Samoilă          | Batalionul 151 Infanterie "Războieni"                   | Beius, judetul Bihor            | 35     | 11-11-2003 | Spin Boldak Provincia Kandahar         |
| 3.  | Sergent (sublocotenent post mortem)             | Narcis Șonei                  | Batalionul 300 Infanterie                               | Tecuci, Județul Galați          | 26     | 24-4-2005  | Districtul Panjwaye Provincia Kandahar |
| 4.  | Caporal                                         | Ionel Gheorghiță Drăgușanu    | Batalionul 341 Infanterie "Rechinii Albi"               | Basarabi, Județul Constanța     | 38     | 20-06-2006 |                                        |
| 5.  | Sergent-major (sublocotenent post mortem)       | Aurel Marcu                   |                                                         | Pitești, Județul Argeș          | 31     | 10-06-2007 | Provincia Zabul                        |
| 6.  | Fruntaș                                         | Ionuț Cosmin Sandu            | Batalionul 300 Infanterie                               | Galați, Județul Galați          | 29     | 20-3-2008  | Provincia Zabul                        |
| 7.  | Fruntaș (sublocotenent post mortem)             | Claudius Marius Covrig        |                                                         | Galați, Județul Galați          | 29     | 13-6-2008  |                                        |
| 8.  | Sergent-major (sublocotenent post mortem)       | Dragoș Traian Alexandrescu    |                                                         | Câmpulung Muscel, Județul Argeș | 32     | 31-8-2008  |                                        |
| 9.  | Sergent-major (sublocotenent post mortem)       | Claudiu Chira                 | Batalionul No. 2 Vânători de Munte "Leonard Mociulschi" |                                 | 30     | 26-2-2009  | Șoseaua Qalat-Kabul, Provincia Zabul   |
| 10. | Căpitan                                         | Tiberius-Marcel Petre         | Batalionul 1 Operații Speciale "Vulturul"               |                                 | 33     | 03-04-2009 | Sud-vest de Kabul                      |
| 11. | Căpitan (Maior post mortem)                     | Iuliu-Vasile Unguraș          | Batalionul 21 Manevră                                   |                                 | 31     | 07-04-2009 | Nord-vest de Qalat, Provincia Zabul    |
| 12. | Sergent-major                                   | Florin Bădiceanu              | Batalionul 33 Manevră                                   |                                 | 31     | 23-02-2010 |                                        |
| 13. | Sergent-major                                   | Sandu Valerica Leu            | Batalionul 33 Manevră                                   |                                 |        | 12-05-2010 |                                        |
| 14. |                                                 | Dan Ciubotaru                 | Batalionul 33 Manevră                                   |                                 |        | 23-06-2010 |                                        |
| 15. |                                                 | Paul Caracudă                 | Batalionul 33 Manevră                                   |                                 |        | 23-06-2010 |                                        |
| 16. |                                                 | Marius Florin Sfeches         | Batalionul 812 Manevră                                  |                                 |        | 01-10-2010 | Provincia Zabul                        |
| 17. |                                                 | Cristian-Petru Filip          | Batalionul 812 Manevră                                  |                                 |        | 01-10-2010 | Provincia Zabul                        |
| 18. |                                                 | Constantin-Laurentiu Lixandru | Batalionul 26 Infanterie                                |                                 |        | 05-05-2011 | Provincia Zabul                        |
| 19. |                                                 | Catalin Ionel Marinescu       | Batalionul 26 Infanterie                                |                                 | 28     | 10-05-2011 | Provincia Zabul                        |
| 20. |                                                 | Ion-Lucian Leuștean           |                                                         |                                 |        | 09-05-2012 |                                        |
| 21. |                                                 | Vasile Popa                   | GNFOS                                                   |                                 | 28     | 22-09-2013 |                                        |
| 22. |                                                 | Adrian Postelnicu             | GNFOS                                                   |                                 | 34     | 22-09-2013 |                                        |
| 23. | plutonierului-major (sublocotenent post mortem) | Claudiu Constantin Vulpoiu    |                                                         |                                 | 41     | 30-03-2014 | Provincia Zabul                        |